# Condes, Haute-Marne

Condes este o comună în departamentul Haute-Marne din nord-estul Franței. În 2009 avea o populație de 281 de locuitori.

## Evoluția populației
| An        | 1975 | 1982 | 1990 | 1999 | 2006 | 2009 |
| --------- | ---- | ---- | ---- | ---- | ---- | ---- |
| Populație | 244  | 293  | 325  | 284  | 271  | 281  |